# Pseudophoxinus antalyae
Pseudophoxinus antalyae är en fiskart som beskrevs av Bogutskaya 1992. Pseudophoxinus antalyae ingår i släktet Pseudophoxinus och familjen karpfiskar. IUCN kategoriserar arten globalt som otillräckligt studerad. Inga underarter finns listade i Catalogue of Life.